# Площадь Славы (Могилёв)

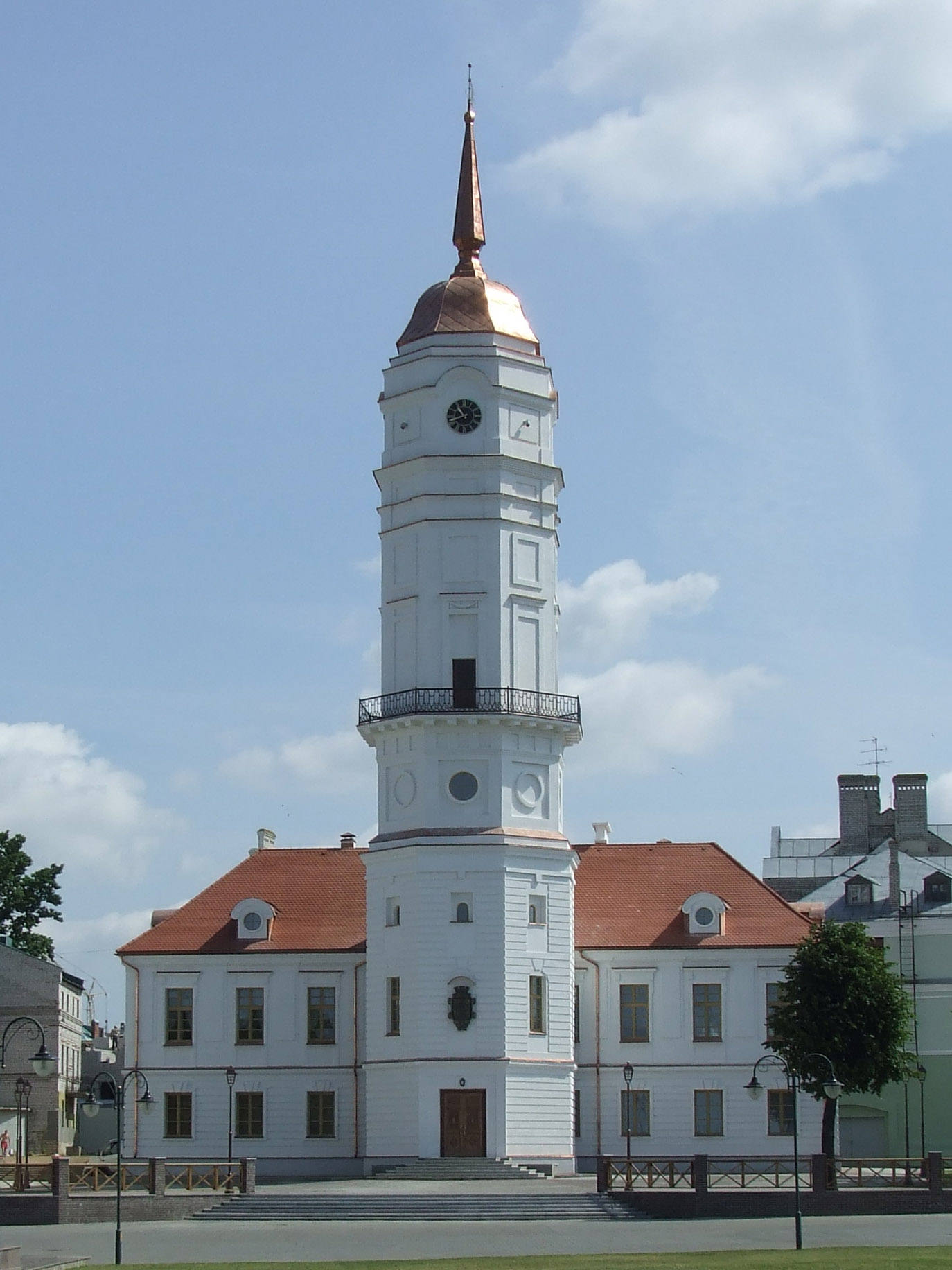
Площадь Славы. Городская ратуша

Площадь Славы — городская площадь Могилёва, одна из главных площадей города, его исторический общественно-административный центр.

## История
Площадь возникла в 1-й половине XVI века на высоком холме у слияния рек Дубровенки и Днепра, между замком и Нагорский (Нагорным) посадом как Торговая площадь.
Имела форму неправильного многоугольника (в 1604 году занимала территорию площадью более 2 га). На ней располагались 26 рядов лавок. От площади радиально шли две главные улицы — Шкловская (ныне Первомайская улица) и Ветряная (ныне Ленинская улица), которые вместе с другими улицами и дорогами на Вильно, Быхов и Мстиславль формировали радиальную систему планировки города.
В 1578 году, через год после получения городом грамоты на магдебургское право, в Могилёве началось возведение городской ратуши.
После присоединения в 1772 году Могилёва к России Торговая площадь получила название Губернаторской. Новый её облик разрабатывали известные русские архитекторы Н. А. Львов и В. П. Стасов. Полукругом на ней располагались здание нижнего суда, врачебной управы и архива (в 1883 году по проекту архитектора Н. П. Высоцкого реконструировано под окружной суд), домов губернатора, вице-губернатора и губернского правления (не сохранились).
Часть площади, непосредственно примыкавшая к замку, оставалась незастроенной (в 1928—1932 годах на месте замка создан городской парк). Во второй половине XIX века рядом с ратушей было построено здание городской управы.

## Происхождение современного названия площади
Второй губернский съезд советов, проходивший в здании городской управы 15 декабря 1917 года объявил советскую власть в Могилёвской губернии. В 1919 году в честь этого события площадь получила название Советской.
В 2007 году в Могилёвском городском совете обсуждался вопрос о переименовании Советской площади в площадь Свободы, однако это предложение не нашло поддержки депутатов.
3 июля 2014 года, во время празднования 70-летия освобождения Беларуси от немецко-фашистских захватчиков, переименована в Площадь Славы.

## Современный облик площади

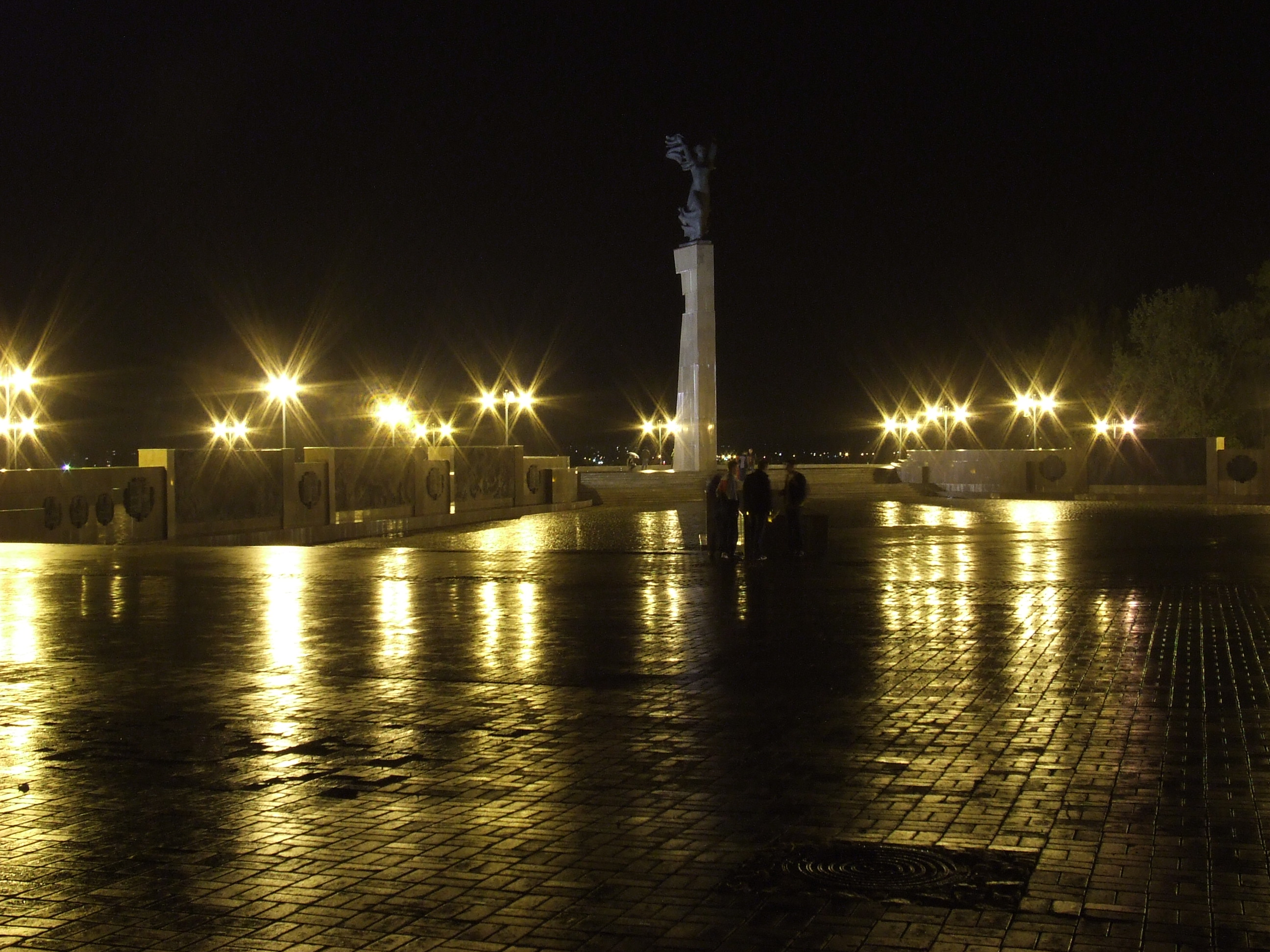
Площадь Славы. Мемориальный комплекс «Борцам за Советскую власть»

Современный облик площади сложился в начале 80-х годов XX века. Центром ансамбля площади является мемориальный комплекс «Борцам за Советскую власть», включающий бронзовую скульптуру в виде женской фигуры, символизирующую образ Победы, Вечный огонь, зажжённый у подножия постамента, на котором возвышается скульптура и братскую могилу 15 красноармейцев 35-го бронеотряда 16-й армии, защищавшей город в 1920 году от войск Польши.
Мемориальный ансамбль «Борцам за Советскую власть» (скульптор Л. Гумилевский, архитекторы К. Алексеев, А. Иванов) открыт 10 июля 1982 года.
С юга и запада к площади примыкает Замковый сквер (бывший Парк культуры и отдыха имени М. Горького). С северо-востока на площади расположены 5-этажные жилые дома, в одном из них размещено кафе «Пицца Браво».
Сохранились памятники архитектуры XVIII — 2-й половины XIX века — здание бывшего окружного суда, где ныне находится Могилёвский областной краеведческий музей (в 1919 году здесь размещался штаб 16-й армии, в котором некоторое время работал член Реввоенсовета армии Г. К. Орджоникидзе и здание бывшей городской управы.